# Apostag
Apostag este un sat în districtul Kunszentmiklós, județul Bács-Kiskun, Ungaria, având o populație de 2.103 locuitori (2011). 

## Demografie
Componența etnică a satului Apostag
     Maghiari (98,25%)
     Necunoscut (0,16%)
     Alții (1,59%)
Componența confesională a satului Apostag
     Romano-catolici (32,48%)
     Reformați (17,07%)
     Fără religie (14,55%)
     Luterani (6,56%)
     Necunoscută (28,77%)
     Atei (0,57%)
     Alte religii (1,28%)
Conform recensământului din 2011, satul Apostag avea 2.103 locuitori. Din punct de vedere etnic, majoritatea locuitorilor (98,25%) erau maghiari. Apartenența etnică nu este cunoscută în cazul a 0,16% din locuitori. Nu există o religie majoritară, locuitorii fiind romano-catolici (32,48%), reformați (17,07%), persoane fără religie (14,55%) și luterani (6,56%). Pentru 28,77% din locuitori nu este cunoscută apartenența confesională.